# جیم بانون
جیم بانون (به انگلیسی: Jim Bannon) (زاده ۹ آوریل ۱۹۱۱-درگذشته ۲۸ ژوئیهٔ ۱۹۸۴) بازیگر آمریکایی بود.
از فیلم‌های معروف او می‌توان به بازی در فیلم رودیو اشاره کرد.